# Admiral (ciruela)
Admiral es una variedad cultivar de ciruelo (Prunus domestica), de las denominadas ciruelas europeas, variedad antigua obtenida en Canadá antes de 1832, se desconocen progenitores. Las frutas tienen un tamaño medio, con un color de piel púrpura claro con puntos amarillos abundante fino casi no se aprecia, y pulpa de color amarillo verdoso, con textura bastante blanda, jugosa, y sabor agri dulce agradable.

## Sinonimia
- "Corse's Admiral".[3]

## Historia
'Admiral' es una variedad conseguida por Henry Corse, Montreal (Canadá), de plántula de semilla de la que se desconocen progenitores.
'Admiral' ha sido descrita por: 1. Kenrick Am. Orch. 257. 1832. 2. Downing Fr. Trees Am. 293. 1845.  3. Thomas Am. Fruit Cult. 345. 1849.

## Características
'Admiral' árbol de vigoroso crecimiento, de generosa producción, requiere poco mantenimiento. Requiere suelo ligero y una posición soleada. De calidad inferior pero resistente, productiva y vistosa; rara vez se cultiva. Autofértil. Tiene un tiempo de floración que comienza a partir del 15 de abril con el 10% de floración, para el 19 de abril tiene una floración completa (80%), y para el 1 de mayo tiene un 90% de caída de pétalos.
'Admiral' tiene una talla de tamaño medio (peso promedio 47,50 g.), de forma ovalada, con la sutura perceptible, línea fina, incolora y transparente, situada en una depresión más o menos acentuada, continuando en la parte inferior dorsal, lados desiguales; epidermis con ligera pruina blanco grisácea, no se aprecia pubescencia, siendo el color de la piel púrpura claro; puntos amarillos abundante fino casi no se aprecia; Pedúnculo de longitud medianamente largo sin pubescencia, ubicado en una cavidad del pedúnculo de anchura media, medianamente profunda, medianamente rebajada en la sutura y más suavemente en el lado opuesto;pulpa de color amarillo verdoso, con textura bastante blanda, jugosa, y sabor agri dulce agradable.
Hueso con adherencia, de tamaño mediano, elíptico redondeado, zona pistilar amplia y redondeada, zona ventral y surcos poco acusados, caras laterales medianamente labradas, granulosas.
Su tiempo de recogida de cosecha de temporada intermedia, última decena de julio a primera decena de agosto.

## Usos
La ciruela 'Admiral' debido a sus características de calidad, se usa poco como fruta fresca de postre en mesa, aunque también se utiliza sobre todo en usos culinarios, y en repostería ya que se transforma en mermeladas, almíbar de frutas, compotas.

## Cultivo
La ciruela 'Admiral' es una variedad que está bien adaptada a los climas de los países nórdicos.